# 錫爾弗頓 (奧勒岡州)
錫爾弗頓（Silverton）是美國奧勒岡州馬里昂縣的一座城市，座落於威拉米特谷的東側，人口10,484人。錫爾弗頓位在奧勒岡州的首府塞勒姆東北方約19公里，著名的銀瀑布州立公園在此城附近。

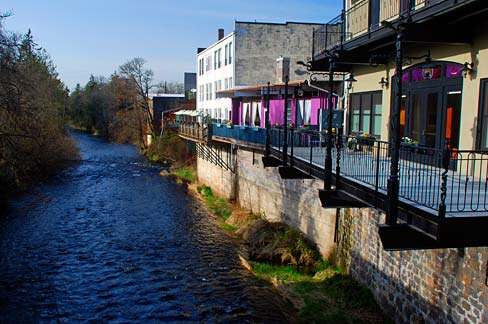
錫爾弗頓